# Интерфлуг
Интерфлуг, бивша национална авио-компанија Демократске Републике Немачке. Основана је 1954. под именом Луфтханза али је због спора са Савезном Републиком Немачком, чија је национална компанија носила исто име, била принуђена да га промени. Компанија је углавном користила авионе Иљушин Ил-18Д и Ил-62М и Тупољев Ту-134 а током 1980-их и Ербас А310. Летела је на дестинацијама углавном у Европи и Африци али је имала и летове ка Куби и Азији. Компанија је такође била одговорна за управљање аеродромима у земљи. После уједињења Немачке компанија је расформирана.